# 乌斯科沃河
乌斯科沃河（俄语：Река Усково）是萨哈林州特莫夫斯科耶区的河流，源起皮连戈夫山脉岩山，长39公里，流域面积128平方公里，注入特米河。河的水源主要来自雪水融化。

## 引用
1. ↑  М·Г·瓦西科夫斯基. . 列宁格勒: 气象出版社. 1973 （俄语）.
2. ↑  . Verumwiki.   [2024-01-04]. （原始内容存档于2024-01-04） （俄语）.